# Osteoartróza
Osteoartróza (OA) nebo také artróza, či nepřesně osteoartritida, je nejčastější onemocnění kloubů. Postihuje asi 12 % populace.[zdroj?] Prevalence stoupá s věkem, rentgenové změny typické pro OA nacházíme u téměř 70 % osob starších 65 let. (Údaje o výskytu onemocnění pocházejí z USA. V ČR žádné oficiální statistiky neexistují, nicméně lze předpokládat, že situace zde je obdobná.)[zdroj?] Nejvíce postihuje váhonosné kyčelní a kolenní klouby, nacházíme ji však běžně i v jiných lokalizacích (páteř, rameno, loket, prsty aj.).
Etiopatogeneze choroby není zcela objasněna, předpokládá se souhra více faktorů (viz dále). Při OA dochází postupně k destrukci kloubní chrupavky a změně jejích mechanických vlastností. V extrémním případě těžkého stupně OA může být chrupavka zničena zcela. Destrukce je dána poruchou homeostázy metabolismu chrupavky, jinými slovy dochází k porušení rovnováhy v jeho regulaci. Vlivem zvýšeného působení prozánětlivých cytokinů (IL-1, IL-6, TNFα aj.) jsou inhibovány anabolické děje, chrupavka není dostatečně obnovována, a naopak dochází ke zvýšení exprese genů pro destruktivní enzymy ze skupiny metaloproteináz (stromelysin, kolagenáza, plasmin aj.), které odbourávají makromolekulární síť extracelulární matrix (mezibuněčné hmoty chrupavky). V počátečních stadiích je tento děj kompenzován zvýšenou tvorbou agrekanu s vyšším obsahem chondroitin sulfátu. Po vyčerpání kompenzačního mechanismu se destrukce chrupavky klinicky projeví bolestivostí a zánětem, který postihuje okolní tkáně jako kloubní pouzdro a subchondrální kost (přilehlou k chrupavce). Postižená kost reaguje na vzniklou situaci svojí přestavbou, časem se na ní objevují výrůstky zvané osteofyty, které daný stav komplikují. Bolest při OA je dána postižením okolních tkání, poškození samotné chrupavky nebolí, neboť není inervována. Proto jsou první stadia OA klinicky němá.

## Terminologie
OA je heterogenní skupina onemocnění kloubů v různých lokalizacích s podobným klinickým průběhem. Primárně jde o degenerativní onemocnění. V anglosaské literatuře se přesto setkáme s označením osteoarthritis, ačkoliv zánět kloubů (artritida) nebývá vždy přítomen a vzniká druhotně.
Veřejnost běžně hovoří o artróze, označení osteoartróza je však přesnější, neboť onemocnění nepostihuje jen strukturu samotného kloubu, ale i přilehlé kosti. Pojmy artróza, osteoartróza a osteoartritida označují stejné onemocnění, a je tedy možné je považovat za synonyma.

## Příčiny osteoartrózy
Děje vedoucí k rozvoji osteoartrózy nejsou ani dnes plně objasněny. Známe však rizikové faktory, které zvyšují pravděpodobnost vzniku onemocnění. Podle příčin dělíme OA na primární a sekundární.
Primární OA, též idiopatická, je taková, kde není příčina jasná, zahrnuje většinu případů OA. Rizikové faktory vzniku primární OA jsou genetické dispozice, nadváha, nadměrné a jednostranné zatížení kloubů při určitých činnostech – ztuhlé svalstvo po výkonu činnosti, ztuhlá kloubní pouzdra, šlachy, vazy a tíhové váčky. Sportovní zátěž je také rizikový faktor oproti sedavému způsobu života. Podle lokalizace se označuje jako:
1. lokalizovaná
ruce: Heberdenovy a Bouchardovy uzly, rhizartróza, postižení prvního a druhého palcového kloubu
nohy: halux valgus, rigidus,
koleno: gonartróza,
kyčle: koxartróza,
páteř: spondylartróza, spondylóza, diskopatie,
2. generalizovaná – postihuje tři a více kloubů nebo kloubních skupin.
Sekundární OA vzniká následkem úrazu, vrozené nebo vývojové vady (např. vrozené vymknutí kyčlí) nebo v důsledku jiného onemocnění (např. zánětlivá onemocnění kloubů, metabolická onemocnění, akromegalie, hyperparatyreóza, krystalické artropatie, osteonekróza, neuropatický kloub a další). U sekundární OA je třeba na prvním místě léčit primární onemocnění.

## Klinické projevy a průběh osteoartrózy
Rozvoj onemocnění bývá velmi pozvolný, obvykle mnoho let až desítky let. Na začátku dochází k výše popsaným změnám na úrovni metabolismu chrupavky, v jejich důsledku k narušení její matrix, která ztrácí pevnost a pružnost. Na chrupavce se objevují drobné trhliny, dochází k jejímu ztenčování, pro které je typická častá nerovnoměrnost. Dokud je chrupavka schopna tyto děje kompenzovat, nemusí pacient pociťovat žádné změny. Teprve v okamžiku, kdy již chrupavka není schopna dostatečně plnit svou funkci, dochází k nepřirozené zátěži okolních tkání (kost, kloubní pouzdro, vazy, svalstvo), což se projeví prvními obtížemi.
Subchondrální kost na zátěž reaguje přestavbou své struktury (sklerotizace), dochází k tvorbě výrůstků, osteofytů. Jde o kompenzační mechanismus, který však ve svém důsledku omezuje pohyblivost kloubů.
Diagnostickými kritérii progrese OA jsou změny viditelné na rentgenovém snímku. Hodnotí se jednak velikost a počet osteofytů, jednak šířka kloubní štěrbiny. V důsledku ztenčování chrupavky se styčné plochy kostí přibližují, což se na snímku jeví jako zúžení štěrbiny.
Klinickými projevy jsou bolest a ztuhlost kloubů. Bolest bývá při zátěži. Typická je též tzv. startovací bolest a ztuhlost po delším klidu (např. ráno po probuzení), která po rozcvičení během 15–20 minut obvykle mizí. Při větším postižení bývá i bolest klidová. Ta je typická zejména při koxartróze. Bolestivost nemusí vždy odpovídat stupni rentgenové progrese onemocnění. Díky kompenzačním mechanismům mohou být ve vyšších stadiích subjektivní potíže menší než na začátku.
Typickým znakem OA je lokalizovanost na určité klouby a častá nesouměrnost jejich postižení (na rozdíl např. od revmatoidní artritidy). V průběhu onemocnění někdy dochází k záchvatovitému zhoršení stavu, často bez zjevné příčiny, posléze pak ke spontánní remisi.

## Stadia osteoartrózy dle Kellgrena a Lawrence
Ačkoliv je toto rozdělení dnes již považováno za překonané, při běžné diagnostice OA se stále využívá k rychlému zhodnocení progrese onemocnění podle rentgenového obrazu postižených kloubů.
Stadium I: zúžení kloubní štěrbiny (v důsledku ztenčování chrupavky).
Stadium II: progrese zúžení kloubní štěrbiny, lehké nerovnosti kloubních ploch, subchondrální sklerotizace.
Stadium III: progrese zúžení kloubní štěrbiny, tvorba marginálních osteofytů, osteoporóza, pseudocysty, osteoskleróza.
Stadium IV: vymizení kloubní štěrbiny, deformace kloubních konců kostí, splývání pseudocyst, osteonekrotické změny, patologické postavení kloubní.

## Hodnocení subjektivních obtíží pacientů při osteoartróze
Jak již bylo zmíněno, subjektivní obtíže pacientů se nemusí vždy shodovat se stupněm rentgenové progrese onemocnění. Proto se zejména při hodnocení úspěšnosti léčby a klinickém zkoušení léčiv používají standardizované dotazníky, kde pacienti odpovídají na otázky týkající se subjektivních obtíží, případně vyznačují jejich stupeň na vizuální analogové škále (VAS). Mezi obvykle používané patří tzv. algofunkční index WOMAC (Western Ontario and the Master Universities osteoarthritis index, který zahrnuje 24 otázek) nebo Lequesnův index.

## Možnosti léčby
Počáteční stadia OA lze zvládnout kombinací farmakologických a nefarmakologických metod (redukce hmotnosti, snížení zátěže, přiměřená pohybová aktivita, rehabilitace, manipulační terapie, kompenzační pomůcky). Pokud ještě není chrupavka příliš poškozena, je možné dosáhnout její alespoň částečné reparace uvolněním ztuhlého kloubního pouzdra a obnovením „kloubní hry“. V těžších stadiích je kromě tlumení bolesti jediným účinným řešením operativní řešení, např. náhrada kloubu endoprotézou (aloplastika).

## Možnosti farmakoterapie osteoartrózy
Farmakoterapie OA zahrnuje dvě skupiny léčiv:
- látky tlumící bolest (a zánět),
- látky brzdící destrukci kloubní chrupavky a navozující rovnováhu jejího metabolismu (SYSADOA).

Oba přístupy se vzájemně nevylučují, obě skupiny léčiv lze dle potřeby kombinovat.

### Tlumení bolesti a zánětu
Analgetika a antiflogistika podáváme nemocnému při bolesti podle potřeby. Jejich výhodou je rychlý nástup účinku, který je však krátkodobý, nejvýše několik hodin. Nadměrné a dlouhodobé užívání analgetik a antiflogistik je spojeno s nezanedbatelným rizikem nežádoucích účinků. Cílem mírnění bolesti je zvýšení kvality života nemocného a umožnění přiměřené pohybové aktivity. Při léčbě OA nikdy pacienta nezbavujeme bolesti zcela. Vždy musí být zachována bolest jako varovný signál při fyzické námaze, která by vedla k poškození pacienta.
Lékem volby je paracetamol, který nemá protizánětlivý účinek, a je lépe tolerován než nesteroidní antiflogistika (NSAID). Dle potřeby je možné ho kombinovat s opioidy – tramadol, kodein. Nejčastějším nežádoucím účinkem opioidů je zácpa. Při dlouhodobém užívání je riziko vzniku lékové závislosti.
Teprve pokud se do popředí dostává zánět, podáváme NSAID, u nichž je však při dlouhodobém podávání zvýšené riziko poškození sliznice žaludku, ledvin a krvácení. Právě z důvodu protizánětlivého účinku jsou NSAID často pacienty subjektivně vnímána jako účinnější. Mnohdy jsou z tohoto důvodu lékaři nadměrně předepisována namísto analgetik.
U povrchově uložených kloubů (např. kolena, drobné klouby rukou) je účinné doplnění léčby lokálními antiflogistiky, která dobře pronikají kůží a dosahují účinných koncentrací v synoviální tekutině. U hluboko uložených kloubů (např. kyčle) je použití lokálních antiflogistik neúčinné.
V případě akutního zánětu lze ve výjimečných případech jednorázově použít kortikosteroidy ve formě nitrokloubní injekce. Protizánětlivě působící látky, steroidní i nesteroidní, podporují katabolické děje (odbourávání) v kloubní chrupavce.

### Symptomaticky pomalu působící léky při osteoartróze (SYSADOA)
Jedná se o látky, které při pravidelném užívání mohou snížit bolestivost a zánět kloubů ve srovnatelném rozsahu jako NSAID (nástup účinku je však opožděný). Tím mohou snížit spotřebu NSAID a analgetik, a tak omezit jejich nežádoucí účinky. Podle studií se jeví i jako pravděpodobně účinné při ochraně chrupavky před další destrukcí (chondroprotektivní působení).